# West of the Rockies Tour
West of the Rockies Tour – druga trasa koncertowa Eltona Johna, obejmująca wyłącznie Amerykę Północną; w jej trakcie odbyło się piętnaście koncertów.

## Program koncertów
1. "Your Song"
2. "I Need You to Turn To"
3. "Border Song"
4. "Take Me to the Pilot"
5. "Dan Dare (Pilot of the Future)"
6. "Country Comfort"
7. "Levon"
8. "Rocket Man"
9. "Hercules"
10. "Empty Sky"
11. "Funeral for a Friend"/"Love Lies Bleeding"
12. "Goodbye Yellow Brick Road"
13. "Bennie and the Jets"
14. "Harmony"
15. "Dixie Lily"
16. "Captain Fantastic and the Brown Dirt Cowboy"
17. "The Bitch Is Back"
18. "Someone Saved My Life Tonight"
19. "Don't Let the Sun Go Down on Me"
20. "Lucy in the Sky With Diamonds" (cover The Beatles)
21. "(Gotta Get A) Meal Ticket"
22. "I Saw Her Standing There" (cover The Beatles)
23. "Island Girl"
24. "Philadelphia Freedom"
25. "We All Fall in Love Sometimes"
26. "Curtains"
27. "Saturday Night's Alright for Fighting"
28. "Pinball Wizard" (cover The Who) (na bis)

## Lista koncertów
1. 29 września 1975 – San Diego, Kalifornia, USA - San Diego Sports Arena
2. 1 października 1975 – Tucson, Arizona, USA - Tucson Convention Center
3. 2 października 1975 – Las Vegas, Nevada, USA - Las Vegas Convention Center
4. 3 października 1975 – Tempe, Arizona, USA - ASU Activities Center
5. 5 października 1975 – Denver, Kolorado, USA - McNichols Sports Arena
6. 7 października 1975 – Salt Lake City, Utah, USA - Huntsman Center
7. 12 października 1975 – Vancouver, Kanada - Pacific Coliseum
8. 13 października 1975 – Vancouver, Kanada - Pacific Coliseum
9. 14 października 1975 – Portland, Oregon, USA - Portland Memorial Coliseum
10. 16 października 1975 – Seattle, Waszyngton, USA - Seattle Center Coliseum
11. 17 października 1975 – Seattle, Waszyngton, USA - Seattle Center Coliseum
12. 19 października 1975 – Oakland, Kalifornia, USA - Oakland-Alameda County Coliseum
13. 20 października 1975 – Oakland, Kalifornia, USA - Oakland-Alameda County Coliseum
14. 21 października 1975 – Los Angeles, Kalifornia, USA - Dodger Stadium
15. 22 października 1975 – Los Angeles, Kalifornia, USA - Dodger Stadium

## Muzycy
- Elton John – wokal prowadzący, fortepian
- Davey Johnstone – gitara prowadząca, gitara akustyczna, chórki
- Caleb Quaye – gitara rytmiczna, chórki
- Kenny Passarelli – gitara basowa, chórki
- Roger Pope – perkusja
- James Newton Howard – keyboardy i pianino elektryczne
- Ray Cooper – instrumenty perkusyjne
- Cindy Bullens – chórki
- Jon Joyce – chórki
- Ken Gold – chórki

## Źródła
- http://www.eltonography.com/tours/1975.html